# 功夫小食神
《功夫小食神》（日语：格闘料理伝説ビストロレシピ），是1999年在萬普发售的游戏。同年在《Comic BomBom》漫画化，于2001年动画化。
台灣2005 6/5每週日下午1點和4點，八大綜合台放映
该游戏在发售时，是以Game Boy为平台的角色扮演游戏，有不少对《口袋妖怪》的参考。
剧情讲述的是可以用游戏卡让食物得到生命变成食怪，并进行对战的历险故事。而美食卡军团则妄想利用游戏卡操纵食怪来操纵世界，而主角美食斗士阿膳和他朋友一起与之战斗。